# Rock neoprogresywny
Rock neoprogresywny (ang. neo-progressive rock; lub neo-prog) – styl muzyki rockowej powstały w początkach lat 80. XX wieku na bazie nostalgii za oryginalną falą rocka progresywnego. 
Muzycy reprezentujący rock neoprogresywny sięgnęli do doświadczeń grup rocka symfonicznego z lat 70., adaptując większość cech tamtej muzyki (złożoność harmoniczna i rytmiczna, teatralność wykonania, fantasmagoryczne lub filozoficzne teksty) i łącząc je z rozwiązaniami brzmieniowymi i bardziej elektronicznym instrumentarium typowymi dla nowej fali. 
Do prekursorów stylu należeli Marillion i IQ. Z czasem do stylu neo-prog zaczęto zaliczać powracających na scenę muzyków i grupy rocka progresywnego, szczególnie te, które przejęły elementy stylu nowej fali (np. Asia, Yes, Genesis). 
W chwili obecnej definicja tego stylu obejmuje większość nowo powstałych grup wykonujących muzykę odwołującą się do klasycznych odmian rocka progresywnego; często zalicza się do niego również powstały pod koniec lat 80. styl nazwany metalem progresywnym.